# Patric Hörnqvist
Patric Gösta Hörnqvist (* 1. Januar 1987 in Sollentuna) ist ein ehemaliger schwedischer Eishockeyspieler, der im Verlauf seiner aktiven Karriere zwischen  2002 und 2023 unter anderem über 1.000 Spiele für die Nashville Predators, Pittsburgh Penguins und Florida Panthers in der National Hockey League (NHL) auf der Position des rechten Flügelstürmers bestritten hat. Mit den Pittsburgh Penguins gewann Hörnqvist in den Playoffs der Jahre 2016 und 2017 den Stanley Cup. Ebenso errang er mit der schwedischen Nationalmannschaft die Goldmedaille bei der Weltmeisterschaft 2018.

## Karriere

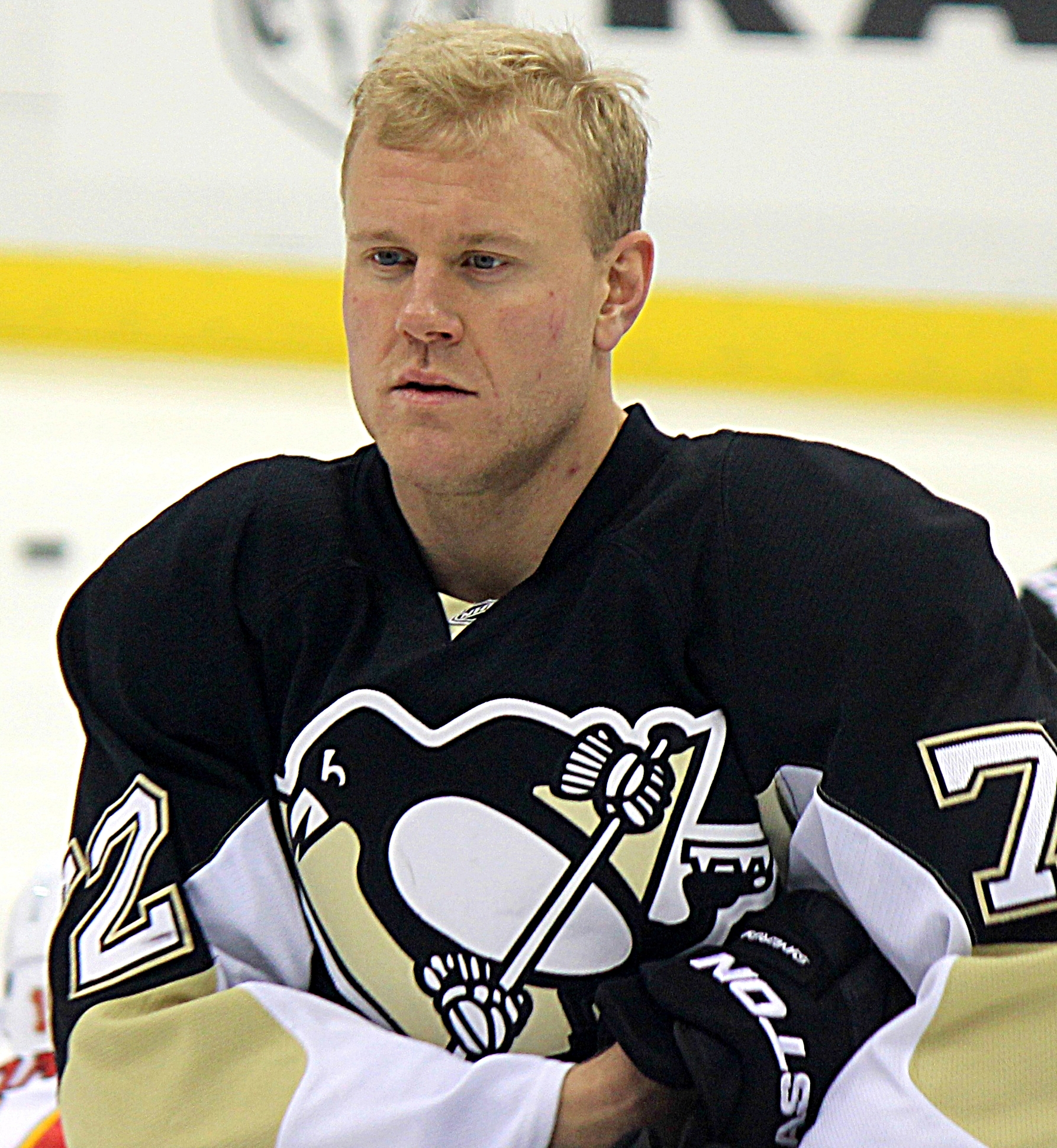
Hörnqvist im Trikot der Pittsburgh Penguins (2014)

Patric Hörnqvist wurde im NHL Entry Draft 2005 in der siebten Runde als insgesamt 230. Spieler von den Nashville Predators ausgewählt. Anschließend spielte er zunächst drei Jahre in seiner schwedischen Heimat für Djurgårdens IF. In diesen drei Spielzeiten kam er so auf 72 Scorerpunkte in 154 Spielen, darunter 46 Tore.
Im Sommer 2008 wurde der Flügelspieler in den NHL-Kader der Predators aufgenommen. Sein erstes Tor in der National Hockey League erzielte er am 15. Oktober 2008 gegen die Dallas Stars. Nach kurzer Zeit wurde der Schwede – aufgrund durchwachsener Leistungen – in den Kader von Nashvilles Farmteam, den Milwaukee Admirals aus der American Hockey League, beordert. In der Saison 2009/10 schaffte er den Durchbruch in Nashville, als Hörnqvist in 80 NHL-Spielen der regulären Saison auf dem Eis stand und 51 Punkte erzielte. Somit war er gemeinsam mit Steve Sullivan der beste Scorer der Predators. Für die Dauer des NHL-Lockouts in der Saison 2012/13 wurde der Stürmer im Oktober 2012 vom Schweizer Club HC Red Ice verpflichtet.
Im Juni 2014 wechselte der Schwede zu den Pittsburgh Penguins, mit denen er in den Playoffs 2016 den Stanley Cup gewann. 2017 gelang ihm mit der Mannschaft die Titelverteidigung, im sechsten Spiel des Playoff-Finalserie gegen die Nashville Predators schoss er in der 59. Minute den entscheidenden Treffer zum Gewinn der Trophäe. Im Februar 2018 unterzeichnete Hörnqvist einen neuen Vertrag in Pittsburgh, der ihm in den kommenden fünf Spielzeiten ein durchschnittliches Jahresgehalt von 5,3 Millionen US-Dollar einbringen soll. Diesen erfüllte er jedoch nicht in Pittsburgh, da ihn die Penguins ihn im September 2020 an die Florida Panthers abgaben und im Gegenzug Mike Matheson und Colton Sceviour erhielten.
Von der Saison 2022/23 verpasste er einen Großteil aufgrund einer Gehirnerschütterung, wobei die Panthers ohne ihn in den Playoffs 2023 das Stanley-Cup-Finale erreichten und dort den Vegas Golden Knights mit 1:4 unterlagen. Nach der Spielzeit gab der 36-Jährige Ende Juni das Ende seiner aktiven Karriere bekannt.

## Erfolge und Auszeichnungen
- 2007 Schwedischer U20-Junioren-Vizemeister mit Djurgårdens IF
- 2007 Årets nykomling
- 2016 Stanley-Cup-Gewinn mit den Pittsburgh Penguins
- 2017 Stanley-Cup-Gewinn mit den Pittsburgh Penguins

### International
- 2005 Bronzemedaille bei der U18-Junioren-Weltmeisterschaft
- 2018 Goldmedaille bei der Weltmeisterschaft

## Karrierestatistik

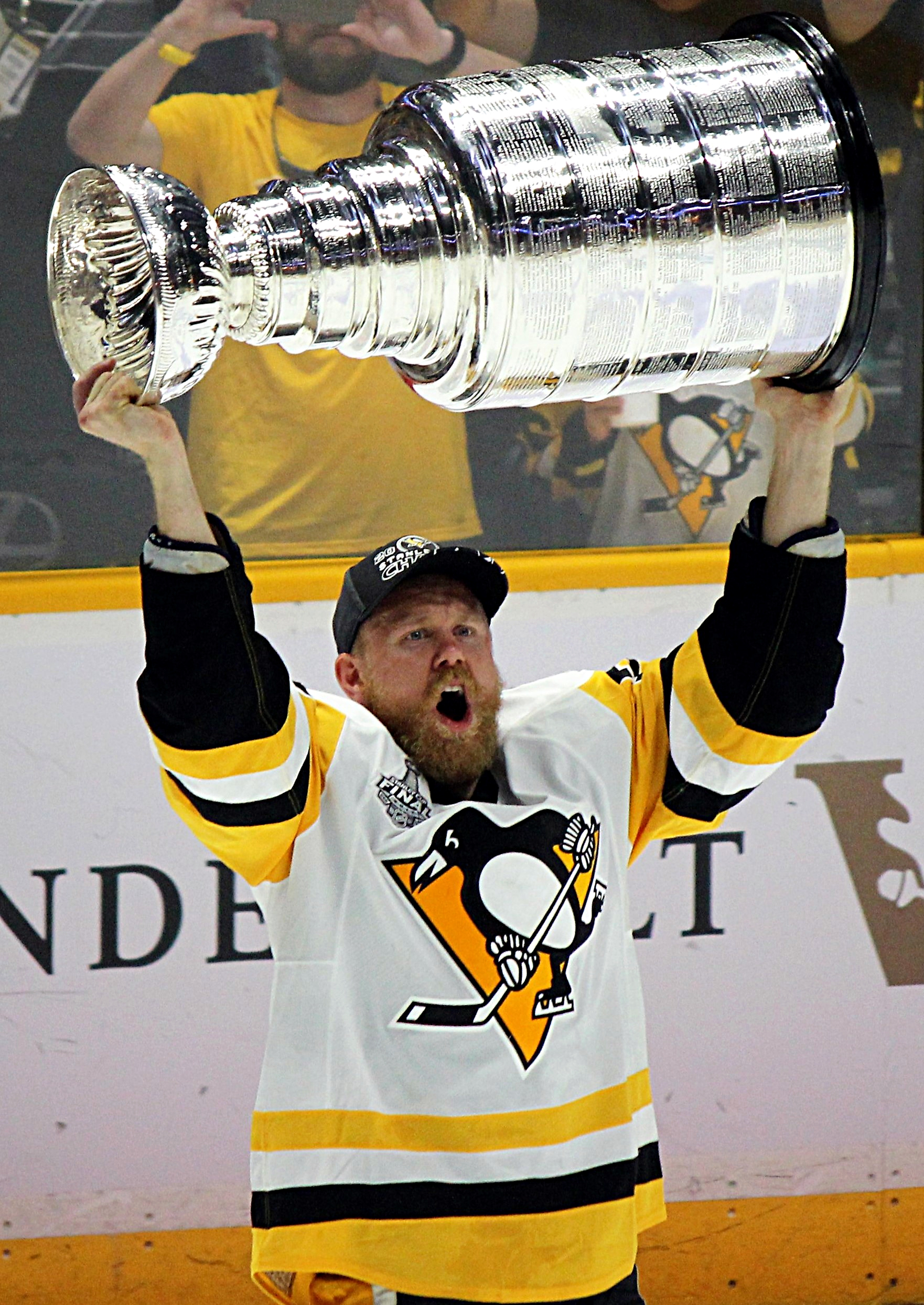
Hörnqvist mit dem Stanley Cup (2017)

### International
Vertrat Schweden bei:
| - U18-Junioren-Weltmeisterschaft 2005 - U20-Junioren-Weltmeisterschaft 2007 - Weltmeisterschaft 2007 - Weltmeisterschaft 2008 - Olympischen Winterspielen 2010 | - Weltmeisterschaft 2012 - World Cup of Hockey 2016 - Weltmeisterschaft 2018 - Weltmeisterschaft 2019 |

(Legende zur Spielerstatistik: Sp oder GP = absolvierte Spiele; T oder G = erzielte Tore; V oder A = erzielte Assists; Pkt oder Pts = erzielte Scorerpunkte; SM oder PIM = erhaltene Strafminuten; +/− = Plus/Minus-Bilanz; PP = erzielte Überzahltore; SH = erzielte Unterzahltore; GW = erzielte Siegtore; 1 Play-downs/Relegation; Kursiv: Statistik nicht vollständig)